# Vidimantas
Vidimantas ist ein litauischer und preußischer männlicher Vorname, abgeleitet von Vidas + Mantas; altpreussisch widdai ('sah'). Die weibliche Form ist Vidimantė.

## Bekannte Namensträger
- Vidimantas Domarkas (* 1965), Politiker, Bezirksleiter von Telšiai